# Borki Wielkie (województwo warmińsko-mazurskie)
Borki Wielkie (niem. Groß Borken) – wieś w Polsce położona w województwie warmińsko-mazurskim, w powiecie olsztyńskim, w gminie Biskupiec.
Wieś położona w krajobrazie rolniczym na pograniczu gmin Biskupiec i Sorkwity, 7 km na wschód od Biskupca, przy drodze krajowej nr 16 oraz funkcjonującej kolei (Olsztyn-Mrągowo-Mikołajki-Ełk). We wsi i w najbliższej okolicy znajdują się aleje z wysokimi, przydrożnymi drzewami. We wsi jest przystanek autobusowy PKS, sklep, szkoła, punkt gastronomiczny. Wieś liczy 348 mieszkańców, zabudowa głównie budynkami jednorodzinnymi z murowanymi budynkami gospodarczymi. Mieszkańcy uprawiają ziemniaki, żyto, pszenżyto i pszenicę.
We wsi znajdują się pozostałości po zabytkowym założeniu dworsko-parkowym, w którego skład wchodził klasycystyczny piętrowy dwór z I połowy XIX wieku, zbudowany na planie prostokąta i nakryty dwuspadowym dachem, park oraz podwórze gospodarcze. W Borkach znajduje się stanowisko archeologiczne - cmentarzysko kurhanowe z epoki brązu, w którym odkryto trzy spiralne naramienniki, sześć naszyjników, dwie szpile wiosłowate oraz siekierkę z brązu.

## Historia
Pierwsza wzmianka o miejscowości pochodzi z 1469. W tym czasie wieś była w posiadaniu Piotra z Wildenaw, z czego należy wnioskować, że istniały już wcześniej. Pierwotny majątek najprawdopodobniej uległ zniszczeniu. Założono nowe osiedle. W końcu XVII wieku Borki zamieniono w dwór, który posiadał 16 domów. W 1602 we wsi mieszkała wyłącznie ludność polska. W latach 20. XX wieku majątek rozparcelowano.
W latach 1954–1959 wieś należała i była siedzibą władz gromady Borki Wielkie, po jej zniesieniu w gromadzie Kobułty. W latach 1975–1998 miejscowość administracyjnie należała do województwa olsztyńskiego.